# Hildigund Neubert

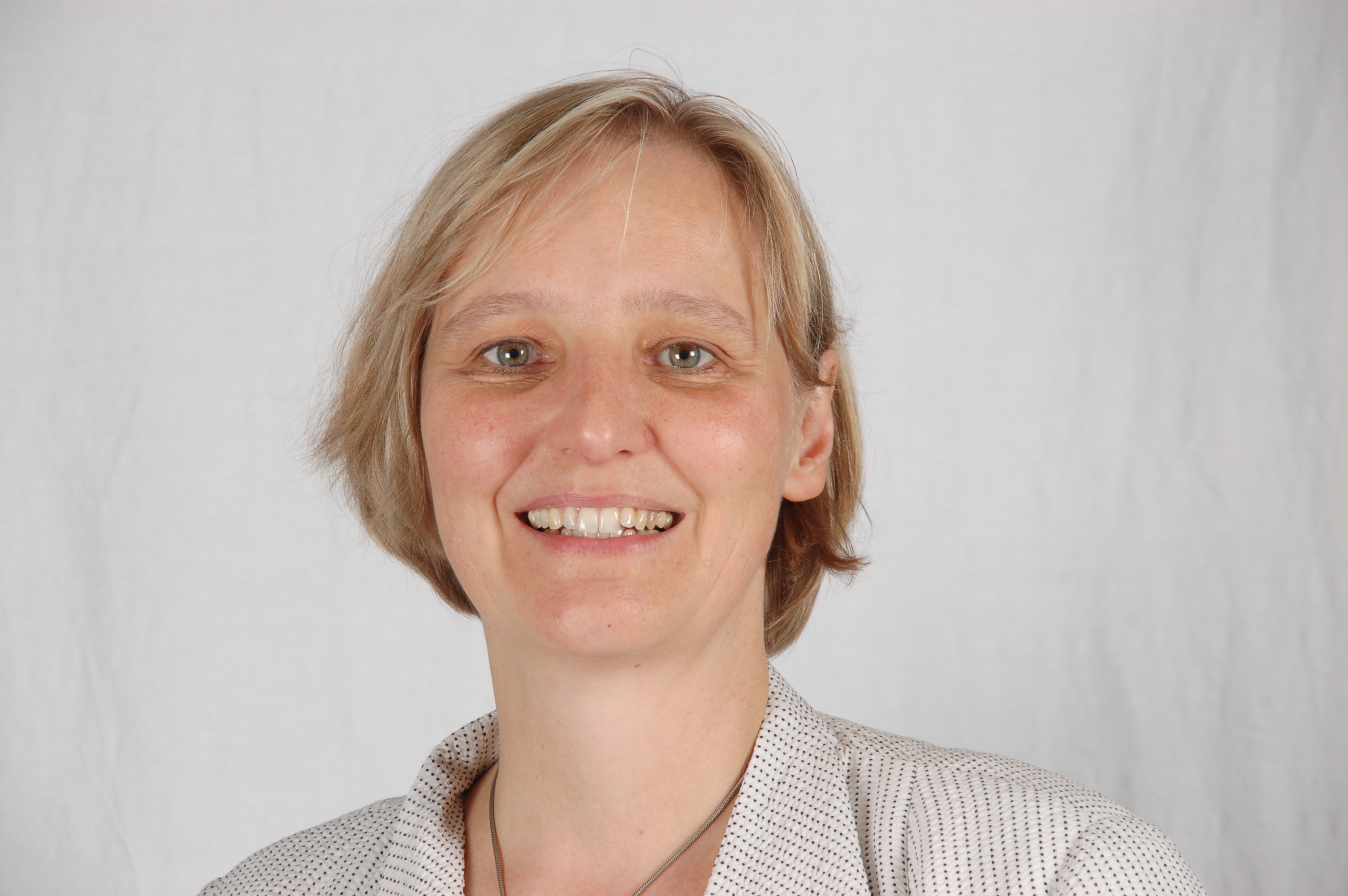
Hildigund Neubert, 2011

Hildigund Neubert, geborene Falcke (* 1960 in Quedlinburg) war Mitglied der DDR-Opposition und Politikerin (CDU). Von 2003 bis 2013 war sie Landesbeauftragte des Freistaats Thüringen für die Unterlagen des Staatssicherheitsdienstes der DDR. Von November 2013 bis Dezember 2014 war Neubert Staatssekretärin in der Thüringer Staatskanzlei.

## Leben und Wirken
Neubert entstammt einem evangelischen Pfarrhaus und ist die Tochter von Almuth und Heino Falcke. Sie besuchte die Erweiterte Oberschule und nahm nach dem Abitur 1979 ein Studium der Gesangskunde an der Musikhochschule „Franz Liszt“ in Weimar auf. Hier lernte sie ihren Mann Ehrhart Neubert kennen, der dort Studentenpfarrer war. Von 1984 bis 1987 sang sie im Chor des Weimarer Nationaltheaters mit.
Die Musikerin, die auch Mutter von vier erwachsenen Kindern ist, engagierte sich im Friedenskreis der Evangelischen Studentengemeinde Weimar sowie im so genannten Konziliaren Prozess.
Während der politischen Wende gehörte Neubert 1989 zu den Gründern des Demokratischen Aufbruches, aus welchem sie sich jedoch im Januar 1990 wieder zurückzog. 1996 trat sie der CDU bei.
Von 1997 bis 2003 war Neubert Mitarbeiterin des Bürgerbüro e. V. zur Aufarbeitung von Folgeschäden der SED-Diktatur. Sie war von 2003 bis Oktober 2013 Landesbeauftragte für die Stasi-Unterlagen in Thüringen.

„Zu den ersten Dienstaufgaben Hildigund Neuberts zählten der Bundeskongress der Landesbeauftragten für die Stasiunterlagen mit den Opferverbänden, der 2004 zum zweiten Mal in Thüringen (in Jena) unter dem Titel ‚Vom Wert der Freiheit‘ stattfand, sowie die Beförderung der laufenden Gesetzesinitiativen für eine ‚Opferrente‘ von politischen Inhaftierten des SED-Regimes.“

Eine weitere Amtsperiode war gesetzlich nicht möglich. Bei der Verabschiedung betonte die Landtagspräsidentin Birgit Diezel: Es sei Neuberts Verdienst, dass in Thüringen als erstem Bundesland die Rente für Opfer des SED-Regimes umgesetzt wurde. Sie habe sich außerdem beharrlich für die Einrichtung eines Entschädigungsfonds für Opfer des DDR-Kinder- und Jugendheim-Systems eingesetzt.
2006 erhielt Hildigund Neubert das Bundesverdienstkreuz.
Von 2011 bis 2023 war Neubert Mitglied des Vorstands der Konrad-Adenauer-Stiftung und deren stellvertretende Vorsitzende.
Von November 2013 bis Dezember 2014 war Neubert Staatssekretärin in der Thüringer Staatskanzlei, zuständig für Europa-Angelegenheiten. Sie stand 2013 bis 2014 auf Platz eins der Nachrückerliste der CDU Thüringen für den Bundestag.
Neubert ist Ortsteilbürgermeisterin von Limlingerode.

## Schriften
- Zusammen mit Uwe Bastian: Schamlos ausgebeutet. Das System der Haftzwangsarbeit politischer Gefangener des SED-Staates, 2003, herausgegeben vom Bürgerbüro
- Zusammen mit Ulrich Schacht, Martin Leiner und Thomas A. Seidel: Gott mehr gehorchen als den Menschen; V & R unipress, Göttingen, 2004
- Haftzwangsarbeit im SED-Staat, Horch und Guck 02/2010, S. 26–29
- Zusammen mit Beate Neuss: Mut zur Verantwortung: Frauen gestalten die Politik der CDU, Böhlau-Verlag, Köln, 2013